# Kamaladinni, Hungund
Kamaladinni là một làng thuộc tehsil Hungund, huyện Bagalkot, bang Karnataka, Ấn Độ.